# Roundpower Records
Roundpower Records var ett svenskt skivbolag med säte i Åkarp som ligger ungefär 1 mil utanför Malmö. Bolaget fokuserade på digital distribution och begränsade sig inte specifikt till en viss genre.  

## Skivsläpp
| Katalognummer | Artist       | Titel                     | Typ    | Format                                | Datum/år         |
| ------------- | ------------ | ------------------------- | ------ | ------------------------------------- | ---------------- |
| RPR GK01      | Glädjekällor | Värdelös                  | Album  | Streaming + Tape                      | 27 juli 2011     |
| RPR GK02      | Glädjekällor | Svartsjuk Stagnering      | Singel | Streaming                             | 23 december 2012 |
| RPR AY01      | Acey         | Abundance                 | Album  | Streaming                             | 11 april 2013    |
| RPR GK03      | Glädjekällor | Historier från Ingenstans | Split  | Streaming +(CD Razed Soul Production) | 20 december 2013 |

## Artister
- Acey
- Glädjekällor
- We, the Trees